# フランス人文院

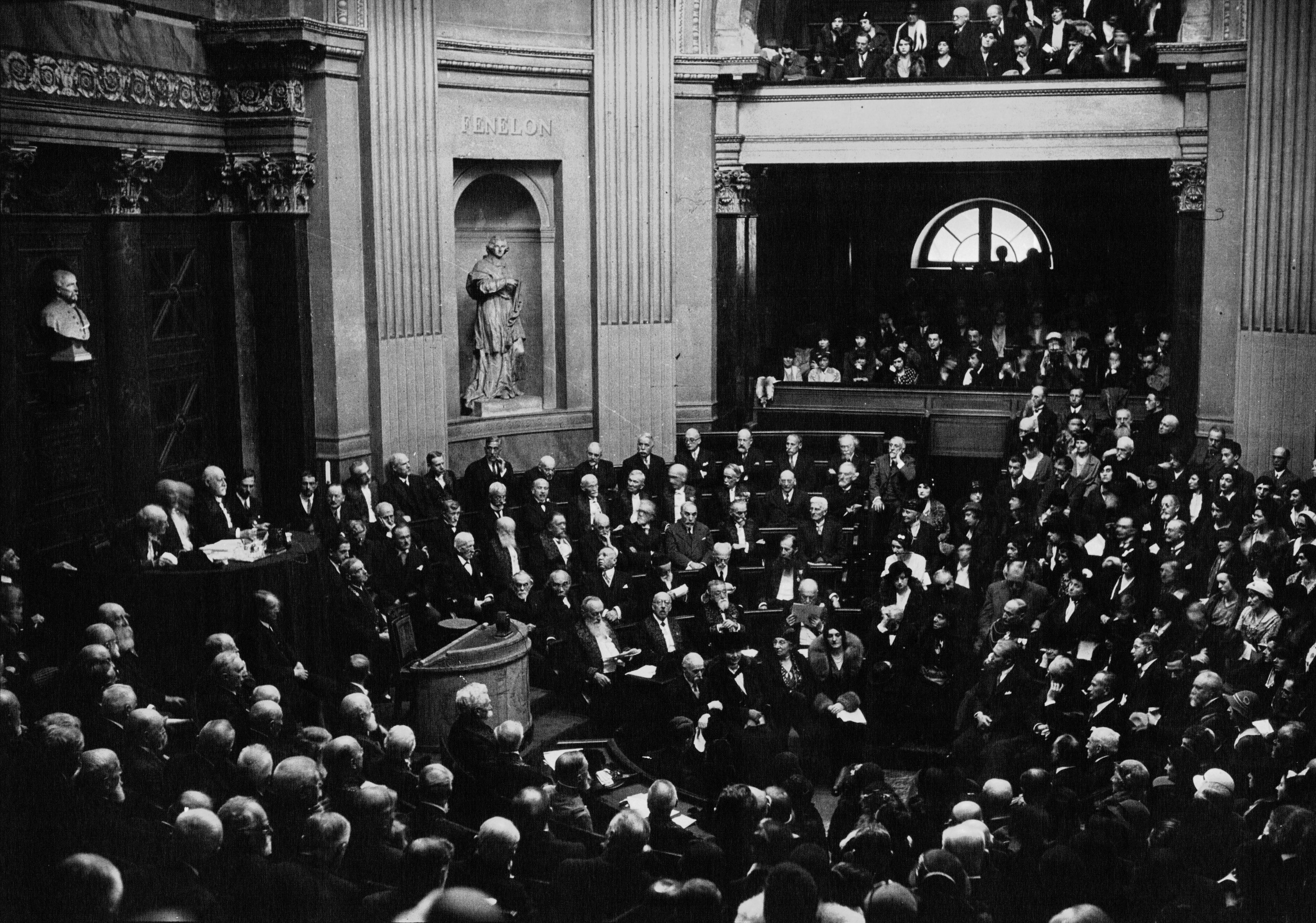
1932年にアカデミーが再建されてから100周年を迎えるにあたり、議会で演説するレオン・ブランシュヴィック（左側）

フランス人文院（フランス道徳政治科学アカデミー、仏: Académie des Sciences Morales et Politiques、アカデミー・デ・シアンス・モラレ・ポリティーク）は、フランスの国立学術団体。社会科学と人間科学を対象とする。アカデミー・フランセーズ、フランス文学院、フランス科学院、フランス芸術院と共にフランス学士院の五つのアカデミーの一つ。

## 概要
1795年創立。1803年に廃止されるも、1832年にギゾーの訴えにより、ルイ・フィリップが再建した。 哲道徳科学・社会学、法学、政治経済学・統計学、一般、哲学・史学、政治・行政・財政の議論の五部門を置く。